# La democràcia a Amèrica
La democràcia a Amèrica (en francès: De la démocratie en Amérique) és una obra escrita per Alexis de Tocqueville i publicada el 1835, en la seua estada als recentment creats Estats Units. És una anàlisi que fa l'autor, polític i jurista francès, en què exposa els mèrits del règim americà i les seues bondats. El 2011 en va aparèixer una traducció en català a càrrec de Jaume Ortolà.
Aquesta obra ha passat a la història per ser una de les més valorades en els mateixos Estats Units, erigint-se en un dels clàssics del pensament polític que li donà honors i fama a l'autor, així com entrada en la posteritat. Es considera una gran reflexió i síntesi del que representava als anys trenta del segle xix viure en el sistema polític més avançat del món.
Tocqueville fou un acèrrim crític de la Revolució Francesa per la seua radicalitat, i pels excessos; sobretot en l'època del terror dels jacobins (amb Robespierre al capdavant). Fou un gran teòric de la democràcia i del liberalisme moderat; visionari d'un conservadorisme gens extremat i capaç d'obrir-se a les reformes necessàries per evitar les ruptures.
En el llibre hi ha una lloança al poble nord-americà, fruit de l'esforç colonitzador d'una època molt dura. Les claus per a entendre el poble americà són el seu individualisme, pragmatisme, capacitat d'iniciativa i superació, ambició i desig de prosperitat, la seva potència imparable...